# العلاقات الروسية العراقية
العلاقات العراقية الروسية وهي العلاقات الثنائية بين جمهورية العراق وجمهورية روسيا الاتحادية. أقيمت العلاقات الدبلوماسية بين الاتحاد السوفيتي والعراق في 9 سبتمبر/ايلول عام 1944، ثم انقطعت في يناير/كانون الثاني عام 1955 بمبادرة من الحكومة العراقية، وأستؤنفت العلاقات الدبلوماسية في 19 يوليو/تموز عام 1958. واعترفت حكومة العراق بروسيا الاتحادية بصفتها وارثة لحقوق الاتحاد السوفيتي. للعراق سفارة في موسكو، ولروسيا سفارة في بغداد، وقنصلية في أربيل، والبصرة.

## التعاون قبل اجتياح العراق للكويت
كان الاتحاد السوفيتي والعراق يتعاونان بنشاط في الفترة ما بين عام 1958 وعام 1990، لا سيما في المجال العسكري التقني. وكان العراق من أهم مستوردي المعدات الحربية السوفيتية. وقد بلغ حجم المبيعات العسكرية للعراق في تلك الفترة قيمة 30.5 مليار دولار. وإلى جانب ذلك فان الخبراء السوفيت كانوا يقومون بإصلاح المعدات العسكرية الخاصة، وقد انشئت بمساعدة الاتحاد السوفيتي في العراق المصانع العسكرية، وبينها مصنع مدافع هاوتزر ومصنع الرشاشات كلاشنيكوف ومصنع ذخائر المدفعية. كما تم إعداد الكادر الوطني العراقي.
وكان الاتحاد السوفيتي يساهم بنشاط في قيام صناعة النفط العراقية وفي تنمية القدرات العسكرية الدفاعية العراقية. وقد انشأ بمساعدة الاتحاد السوفيتي 100 مشروع اقتصادي تم انجاز 80 مشروعا منها. وتم بمشاركة الاتحاد السوفيتي تطوير حقول نفط الرميلة الشمالية وحقول نهر عمر واللحيس التي بلغت إنتاجيتها الاجمالية 45 مليون طن سنويا، كما جرى أنشاء خط انابيب مشتقات النفط بغداد – البصرة، وإنشاء المحطات الكهروحرارية والكهرومائية «الناصرية» «النجيبية» و«دوكان» بقدرتها الاجمالية 1440 ميغاواط. كما شارك الاتحاد السوفيتي في أنشاء معمل الالات الزراعية في الإسكندرية ومعمل الادوية في سامراء.
وباتت بغداد في منتصف الثمانينات من أكبر مشتري المعدات الحربية السوفيتية بالشرق الأوسط. وبحلول عام 1990 تم بيع ما يقارب 3 آلاف وحدة من عربات المشاة القتالية والكمية نفسها من ناقلات الجنود المدرعة ومن المدافع و4500 دبابة و700 منظومة صاروخية لمكافحة الدبابات و300 منظومة مضادة للطائرات و348 مروحية و1000 طائرة و41 سفينة.
وبحسب تقييمات الخبراء فان العراق اشترى في الاتحاد السوفيتي على مدى 30 عاما معدات حربية وأسلحة بمبلغ 30.5 مليار دولار وحصل على 60 ترخيصاً بصنع الأسلحة الروسية.
وقد فرض مجلس الأمن الدولي في أغسطس/آب 1990 العقوبات على العراق التي قضت بحظر التعاون مع العراق في المجال العسكري وتصدير واستيراد السلع، وكذلك توجيه الأموال إلى العراق. وصادق الاتحاد السوفيتي على اجراءات الحظر هذه حارماً نفسه من توريد الأسلحة والمعدات إلى العراق. فيما استمر التعاون في المجال العلمي والتقني حتى ديسمبر/كانون الأول عام 1990، وذلك في 96 مشروعا تم انجاز 84 منها.

## التعاون الروسي العراقي في الفترة ما بين عام 1990 وعام 2003
وقد تغير مضمون التعاون الثنائي بين البلدين بعد فرض العقوبات، وانتقل التعاون من المجال العسكري التقني إلى المجال الاقتصادي حيث كانت روسيا تصدر إلى العراق سيارات الشحن «كاماز» والحافلات والمكائن المختلفة وعربات القطار وقضبان السكك الحديدية والانابيب ومراجل البخار. واشتغلت الشركات الروسية بإنشاء صوامع الارز والذرة. وظلت شركات النفط الروسية بعد عام 1991 تعمل في العراق. وتم في أغسطس/آب عام 1993 في بغداد لأول مرة بعد فرض عقوبات مجلس الأمن الدولي توقيع 3 اتفاقيات عراقية - روسية في مجال التعاون الاقتصادي والتجاري والتقني، وكذلك اتفاقية تشكيل اللجنة الروسية - العراقية على مستوى الحكومتين للتعاون التجاري والاقتصادي والعلمي والتقني. وقد عقدت منذ سبتمبر/ايلول عام 1994 ستة اجتماعات لها. وكانت قبل بدء العملية الحربية الأمريكية في مارس/آذار عام 2003 قد عملت في العراق 39 شركة روسية بلغت حصة 20 شركة منها في استخراج النفط العراقي نسبة 40%. وكانت أقاليم روسيا مثل تتارستان (في مجال النفط والغاز وتوريد الشاحنات «كاماز») وجمهورية تشوفاشيا ومقاطعة كالوغا ومقاطعة ياروسلافل تبدي نشاطها الخاص في التعاون مع بغداد. وبحسب معطيات وزارة التنمية الاقتصادية في روسيا الاتحادية فان الحجم الإجمالي للصفقات المعقودة بهدف توريد السلع إلى العراق من روسيا ودول أخرى بوساطة روسية بلغ قيمة 1.5 مليار دولار. وقد بلغ حجم التداول السلعي لدى الشركات الروسية العاملة في العراق قبل بدء العملية الحربية الأمريكية 7.73 مليار دولار. وكانت روسيا تتقدم الدول الأخرى في مجال التداول السلعي العراقي على الصعيد الاقتصادي الخارجي، وقد بلغت حصتها فيه نسبة 15%. الا انه تم تعليق كل العقود الروسية العراقية مع بدء العملية الحربية الأمريكية في العراق. وتكبدت الشركات الروسية خسائر كبيرة. وانخفض التبادل السلعي بين البلدين في عام 2003 حتى 252 مليون دولار، مما يقل 8 أضعاف عما هو عليه في عام 1989 حين زاد هذا المؤشر عن ملياري دولار. واقر مجلس الدوما لروسيا الاتحادية في 21 مارس/آذار عام 2003 بيانا بصدد بدء الأعمال الحربية للولايات المتحدة وبريطانيا ضد جمهورية العراق وصف فيه هذه العملية الحربية بانها خرق لاصول القانون الدولي.

## اسباب تقلص الوجود الروسي في العراق
نجد تقلص النشاط الروسي في العراق بدرجة كبيرة عن الأوضاع الأمنية المتدهورة هناك، بما فيه إزاء المواطنين الروس. وتجدر الإشارة هنا إلى الهجوم المسلح على قافلة تابعة للسفارة الروسية في أبريل/نيسان عام 2003، واختطاف 8 موظفين في شركة «انتر انيرغوسيرفيس» في أبريل/نيسان عام 2004، ومقتل موظف في الشركة نفسها نتيجة عملية وقعت في مايو/آذار عام 2004، وهجوم مسلحين على حافلة كانت تقل خبراء شركة «انتر انيرغوسيرفيس» في مايو/آذار عام 2005 أسفر عن مقتل 3 مواطنين روس، وهجوم مسلحين على سيارة تابعة لسفارة روسيا الاتحادية في يونيو/حزيران عام 2006 اسفر عن مقتل موظف واحد واختطاف 4 آخرين تم اعدامهم فيما بعد. وفي نوفمبر/تشرين الثاني عام 2008 تسببت قافلة مدرعة تابعة للجيش الأمريكي في حادث مروري خطير وقعت فيه سيارات تابعة للسفارة الروسية ببغداد.

## بدأ عودة العلاقات الاقتصادية بين البلدين
زار موسكو في 22-23 ديسمبر/كانون الأول عام 2003 وفد لمجلس الحكم المؤقت في العراق برئاسة عبد العزيز الحكيم رئيس المجلس آنذاك. وقد دارت بينه وبين الرئيس الروسي فلاديمير بوتين مباحثات اسفرت عن شطب الجزء الاعظم من الديون الروسية بذمة العراق. كما نوقشت في المباحثات مسألة فتح فروع لشركات النفط الروسية في العراق.
وقد بلغ الدين العراقي لروسيا عشية سقوط نظام صدام حسين قيمة 12.9 مليار دولار. وفي اواخر عام 2004 اتخذ نادي باريس الذي تعد روسيا عضواً فيه قرارا بشطب 80% من الدين الحكومي العراقي. ولكن موسكو ذهبت ابعد من ذلك وقامت بشطب نسبة 93% من دين العراق لها.
وفي 10 مارس/آذار عام 2004 وقعت في بغداد بين شركة النفط الروسية «لوكويل» ووزارة النفط العراقية مذكرة التفاهم والتعاون التي تم ايفاد أول مجموعة للخبراء العراقيين بموجبها يوم 7 يونيو/حزيران إلى روسيا لاخذ دورات في مجال استخراج النفط. واقتضت المذكرة تشكيل اللجنة الفنية الخاصة بتنسيق التعاون في مجال استخراج النفط والغاز في اراضي العراق.
في 24-25 يوليو/تموز عام 2004 زار موسكو زيارة عمل وزير الخارجية العراقي هوشيار زيباري الذي ناقش سبل استئناف عمل الخبراء الروس في العراق.
وقد وقع الرئيس الروسي فلاديمير بوتين في 26 أغسطس/آب عام 2004 مرسوما بالغاء الحظر على توريدات المعدات الحربية والأسلحة إلى العراق.
وزار موسكو في 6-8 ديسمبر/كانون الأول عام 2004 رئيس الوزراء العراقي اياد علاوي على رأس وفد حكومي واسع. وجرت أثناء الزيارة مباحثات تخص الاستقرار السياسي في العراق وإقامة علاقات التعاون الاقتصادي بين البلدين في شتى المجالات واستئناف مفعول العقود المعلقة، لاسيما في مجال قطاع النفط التي تم إبرامها في عهد صدام حسين.
في 18-21 سبتمبر عام 2007 زار موسكو في زيارة عمل وزير الخارجية العراقي هوشيار زيباري الذي وقع مع نظيره الروسي مذكرة تفاهم بشأن تأسيس القنصليات العامة للبلدين، وبصورة خاصة قنصلية روسيا الاتحادية في مدينة اربيل التي تم افتتاحها في 28 نوفمبر/تشرين الثاني عام 2007.
وعقد بموسكو في 11 فبراير/شباط عام 2008 الاجتماع الخامس للجنة الروسية العراقية الحكومية الخاصة بالتعاون التجاري والاقتصادي الذي اسفر عن توقيع اتفاقية تسوية دين العراق لروسيا بموجب القروض المقدمة سابقا. كما تم توقيع مذكرة التفاهم الخاصة بتطوير التعاون في مجال التجارة والاقتصاد والعلم والتقنيات.
وتمت في اواخر مارس/آذار عام 2008 زيارة وفد روسي إلى العراق ضم وحيد الكبيروف رئيس شركة «لوكويل» الروسية والكسندر سلطانوف نائب وزير الخارجية الروسي. ونتيجة المباحثات مع قيادة العراق تم الوصول إلى تشكيل مجموعة العمل الخاصة بخلق الظروف لتفعيل مشروع حقل «القرنة الغربية»، وذلك بموجب القوانين العراقية التي يتم وضعها، بما في ذلك قانون النفط العراقي الجديد.
وقد استأنفت شركة «سيلوفيا ماشيني» الروسية في مطلع يوليو/تموز عام 2008 مفعول الاتفاقية الخاصة بإنجاز مشروع المحطة الكهرومائية «العظيم» التي تم عقدها في عام 2001 ومن ثم جرى تعليقها. ومن المخطط ان ينجز هذا المشروع في عام 2010. وثمة مشروع آخر تحققه هذه الشركة الروسية في العراق، وهو مشروع توريد المعدات والأجهزة الكهربائية للمحطة الكهروحرارية «دبس».
وجرت في 18 أغسطس/آب عام 2008 في موسكو المباحثات بين سيرغي شماتكو وزير الطاقة الروسي وكريم وحيد حسن وزير الطاقة الكهربائية العراقي. وقد وافق الجانب العراقي على اقتراح روسيا بتشكيل مجموعة عمل ثنائية خاصة بتطوير التعاون في مجال الطاقة. كما نوقشت خلال المباحثات مسألة إعادة اعمار المحطة الكهروحرارية
«الحارثة»: وذلك بمساعدة شركة «تيخنوبروم اكسبورت» الروسية الكبرى.
وقد زار العراق في يناير/كانون الثاني عام 2009 لأول مرة خلال السنوات الخمس المنصرمة في زيارة رسمية الوفد الروسي الرفيع المستوى برئاسة النائب الأول لرئيس مجلس الفيدرالية الروسي الكسندر تورشين. وضم الوفد إدارة مجلس اتحاد مستخرجي النفط الروس برئاسة يوري شافرانيك. وقد اجرى أعضاء الوفد مباحثات مع القيادة العراقية العليا في شتى مجالات التعاون الثنائي، ابتداء من المشاريع في مجال الطاقة والامن، بما في ذلك استئناف التعاون العسكري التقني وانتهاء بمسائل التعاون في مجال التعليم.